# 関政辰
関 政辰（せき まさとき）は、備中国新見藩4代藩主。新見藩関家5代。

## 略歴
宝暦7年（1757年）6月6日、第3代藩主・関政富の次男として生まれる（五男との説もある）。宝暦10年（1760年）、父の死去により家督を継いだ。
しかし安永3年（1774年）8月23日、嗣子無くして死去した。享年18。跡を異母兄の長誠が継いだ。